# الحركة اليزيدية للإصلاح والتقدم
الحركة اليزيدية للإصلاح والتقدم هي حزب سياسي يزيدي في العراق. يمثل الحزب اليزيديين في محافظة نينوى. وقد احتفظ بمقعد واحد في مجلس النواب منذ عام 2005.

## نتائج الانتخابات
| انتخابات                         | الأصوات | %    | النتيجة |
| -------------------------------- | ------- | ---- | ------- |
| الانتخابات العامة في يناير 2005  | 4,327   | 0.1% | 0       |
| الانتخابات العامة في ديسمبر 2005 | 21,908  | 0.2% | 1       |
| الانتخابات العامة 2010           | 10,171  | 0.1% | 1       |
| الانتخابات العامة 2014           | 14,910  | 0.1% | 1       |
| الانتخابات العامة 2018           | 11,141  | 0.1% | 1       |